# Rexingen
Rexingen é uma comuna francesa na região administrativa de Grande Leste, no departamento Baixo Reno. Estende-se por uma área de 2,33 km². Em 2010 a comuna tinha 203 habitantes (densidade: 87,1 hab./km²).